# Studio Murena (album)
Studio Murena è il secondo album in studio del gruppo italiano Studio Murena, pubblicato il 9 febbraio 2021.

## Tracce
1. << – 1:38
2. Long John Silver – 4:04
3. Vuoto testamento – 4:59
4. Giorni dispari – 3:27
5. Arpa e tamburo – 3:58
6. Utonian – 5:35
7. Marmo – 3:58
8. SETIPERDITUODANNO – 3:04
9. Password – 3:43
10. Eclissi – 4:10
11. >> – 2:00

## Origine del nome
Durante un'intervista rilasciata a marzo 2021 per la rivista online Exclusive Magazine, al sestetto milanese è stato chiesto come mai hanno deciso di chiamare il loro secondo album in modo eponimo, e il gruppo ha detto che essendo arrivati tre nuovi membri nel collettivo, questo album rappresenta un "nuovo punto di partenza verso un nuovo percorso che si distacca dal nostro primo album".
Anche sui profili social della band, quando il 27 gennaio 2021 venne annunciata l'uscita del nuovo disco "Studio Murena", la band disse che esso era il loro primo album ufficiale.

## Produzione
Quest'album è il primo prodotto dall'etichetta discografica indipendente Costello's Records.
Con il loro secondo album lo Studio Murena cambia volto: l'originario terzetto formatosi al Conservatorio di Milano, composto da Matteo Castiglioni (Tastiera), Giovanni Ferrazzi (Campionatore) e Maurizio Gazzola (Basso elettrico),  diventa un sestetto con l'arrivo di Amedeo Nan (Chitarra elettrica), già presente nell'album Crunchy Bites nei brani Weak When Up e Cibernetica; Marco Falcon (Batteria) e Lorenzo "Carma" Carminati. Quest'ultimo porta la band a muoversi verso nuove sonorità che fondono il jazz con il rap.

## Accoglienza
Il secondo album dello Studio Murena è stato molto apprezzato dalla critica.
Il giornale online SENTIREASCOLTARE ha apprezzato l'accostamento di una voce rap a delle sonorità jazz e di musica elettronica, il giornale ha anche descritto i testi di Carma come "una penna affilata e forbita"-
Rapologia.it ha visto nel nuovo progetto del complesso una maggiore maturità artistica rispetto al primo album e anche questo sito ha apprezzato l'unione tra jazz e rap.

## Setiperditour
Il Setiperditour è stato il primo tour ufficiale dello Studio Murena svoltosi dal 6 giugno 2021 al 7 novembre 2021.
A maggio 2022 la band ha annunciato una seconda parte del tour: il Setiperditour pt.2, la cui prima data si è svolta il 29 maggio 2022 e l'ultima il 30 settembre dello stesso anno.

## Formazione
- Amedeo Nan (Chitarra elettrica)
- Giovanni Ferrazzi (Campionatore)
- Lorenzo Carminati (Voce)
- Marco Falcon (Batteria)
- Matteo Castiglioni (Tastiera e Synth)
- Maurizio Gazzola (Basso elettrico)